# Nu:Tone
Дэн Гре́шем (англ. Dan Gresham), более известный как Nu:Tone [Ню-то́н] —  английский продюсер и диджей.

## Биография
Дэн родился в 1976 году в Манчестере. В 8 лет он начал играть на фортепиано. Музыка полностью охватила Дена и привела его Даремский Университет на музыкальное отделение. К этому времени он уже собрал коллекцию фанк и соул музыки и занимался диджеингом в Кембридже.
В университете его музыкальные предпочтения изменились, когда он услышал трек Roni Size «Music Box», а также познакомился с однокурсником по прозвищу John B. Вместе они начали создавать музыку, играли ранний драм-н-бейс на вечеринках, а также экспериментировали с невероятными причёсками.
Ден получил доступ к студийной аппаратуре, а вместе с ней опыт и даже преподавал в Кембридже курс «Музыкальные технологии». Его попытки ознакомить мир с плодами своего опыта увенчались успехом. Grooverider начал крутить его записи в эфире Radio 1. Одновременные релизы на Beta Recordings John’a B, New Identity и личной студии Дена Brand:Nu сделали его имя ещё более приметным. В это же время Ден посылает диски со своей музыкой High Contrast’у. Музыка Nu:Tone произвела огромное впечатление, и в 2003 году он стал артистом культового лейбла Hospital Records.

## Дискография
- Grand Central/The Boss (12") (Beta Recordings, 2001)
- e.Spresso / Chupa Meus Samples (12") (Chihuahua Records, 2001)
- 123Fm/Get It On (12") (Tangent Records, 2003)
- Our House/GMAS (12") (Brand:Nu Recordings, 2003)
- Vital Organ (12") (Soul:R, 2003)
- What Goes Around Comes Around/Don’t Go Changing (12") (New ID, 2003)
- Jazm (taken from Jazz&Bass Session IV CD/LP) (New ID, 2004)
- Breathless/Feel It (12") (Hospital Records, 2004)
- Millies Theme (taken from The Future Sound of Cambridge EP) (Hospital Records, 2004)
- Three Bags Full/Strange Encounter (12") (Hospital Records, 2005)
- Seven Years/Stay Strong (12") (Featuring Natalie Williams) (Hospital Records, 2005)
- Brave Nu World (LP/CD) (Hospital Records, 2005)
- Three Bags Full (12") (Hospital Records, 2005)
- Upgrade [with Syncopix] (12") (Hospital Records, 2006)
- Boy Who Lost His Smile (taken from The Future Sound of Cambridge 2 EP) (Hospital Records, 2006)
- Beliefs (feat Pat Fulgoni) (12") (Hospital Records, 2007)
- Back of Beyond (LP/CD) (Hospital Records, 2007)
- System (Matrix and Futurebound Remix)/The Second Connection (12") (Hospital Records, 2007)
- Medical History (DD) (Hospital Records, 2008)
- Hyper Hyper (Hospital Records, 2010)
- Shine In (Featuring Natalie Williams) (Hospital Records, 2011)
- Words.And.Pictures. (Hospital Records, 2011)
- Future History (Hospital Records, 2014)